# Krass Klassenfahrt/Episodenliste

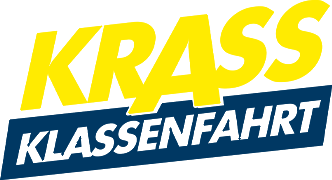
Logo der Webserie

Diese Episodenliste enthält alle Episoden der deutschen Webserie Krass Klassenfahrt, sortiert nach der deutschen Erstveröffentlichung. Sie umfasst derzeit 13 Staffeln mit 150 Episoden.

## Übersicht
| Staffel | Episodenanzahl | Erstveröffentlichung | Erstveröffentlichung |
| Staffel | Episodenanzahl | Staffelpremiere      | Staffelfinale        |
| ------- | -------------- | -------------------- | -------------------- |
| 1       | 10             | 4. März 2019         | 29. März 2019        |
| 2       | 8              | 3. Mai 2019          | 27. Mai 2019         |
| 3       | 12             | 22. Juli 2019        | 22. Juli 2019        |
| 4       | 12             | 10. Oktober 2019     | 31. Oktober 2019     |
| 5       | 12             | 6. Dezember 2019     | 27. Dezember 2019    |
| 6       | 12             | 2. März 2020         | 2. März 2020         |
| 7       | 12             | 22. Juni 2020        | 22. Juni 2020        |
| 8       | 12             | 28. September 2020   | 28. September 2020   |
| 9       | 12             | 4. Dezember 2020     | 4. Dezember 2020     |
| 10      | 12             | 19. März 2021        | 19. März 2021        |
| 11      | 12             | 26. Juli 2021        | 26. Juli 2021        |
| 12      | 12             | 8. Oktober 2021      | 8. Oktober 2021      |
| 13      | 12             | 6. Dezember 2021     | 6. Dezember 2021     |

## Staffel 1
Die erste Staffel wurde vom 4. bis zum 29. März 2019 montags und freitags auf dem Videoportal YouTube erstmals veröffentlicht.
| Nr. (ges.) | Nr. (St.) | Originaltitel                          | Erstveröffentlichung (D-A-CH) | Länge   |
| ---------- | --------- | -------------------------------------- | ----------------------------- | ------- |
| 1          | 1         | Eskalation am ersten Tag!              | 4. März 2019                  | 13 Min. |
| 2          | 2         | Sie geht fremd!                        | 4. März 2019                  | 11 Min. |
| 3          | 3         | Sie macht Schluss!                     | 8. März 2019                  | 14 Min. |
| 4          | 4         | Mit der Lehrerin geschlafen?!          | 11. März 2019                 | 13 Min. |
| 5          | 5         | Der Quickie geht schief!               | 15. März 2019                 | 14 Min. |
| 6          | 6         | Unsere Lehrerin ist Cam Girl?!         | 18. März 2019                 | 13 Min. |
| 7          | 7         | Liebestest: Steht sie noch auf Jungs?! | 22. März 2019                 | 15 Min. |
| 8          | 8         | Nacktbaden für Fotoshooting?!          | 25. März 2019                 | 7 Min.  |
| 9          | 9         | Er ist schwul!                         | 25. März 2019                 | 14 Min. |
| 10         | 10        | Massenschlägerei um die Liebe!         | 29. März 2019                 | 12 Min. |

## Staffel 2
Die zweite Staffel wurde vom 3. bis zum 27. Mai 2019 erneut montags und freitags auf dem gleichnamigen YouTube-Kanal veröffentlicht.
| Nr. (ges.) | Nr. (St.) | Originaltitel                                 | Erstveröffentlichung (D-A-CH) | Länge   |
| ---------- | --------- | --------------------------------------------- | ----------------------------- | ------- |
| 11         | 1         | Sein Ding ist zu klein!                       | 3. Mai 2019                   | 14 Min. |
| 12         | 2         | Wer hat was mit der Lehrerin?!                | 6. Mai 2019                   | 17 Min. |
| 13         | 3         | Aus Mitleid mit ihm schlafen?!                | 10. Mai 2019                  | 18 Min. |
| 14         | 4         | Heute gehen alle fremd?!                      | 13. Mai 2019                  | 14 Min. |
| 15         | 5         | Pimli wird betrogen!                          | 17. Mai 2019                  | 15 Min. |
| 16         | 6         | Ein Schüler muss gehen!                       | 20. Mai 2019                  | 15 Min. |
| 17         | 7         | Der Dreier wird wahr!                         | 24. Mai 2019                  | 15 Min. |
| 18         | 8         | Lehrerin untersucht Intimbereich von Schüler! | 27. Mai 2019                  | 14 Min. |

## Staffel 3
Die dritte Staffel wurde am 22. Juli 2019 erstmals mit dem Video-on-Demand-Angebot Joyn in Deutschland zum Abruf bereitgestellt. Die Zweitverwertung auf dem gleichnamigen YouTube-Kanal wurde vom 22. Juli bis zum 16. August 2019 montags, mittwochs und freitags veröffentlicht.
| Nr. (ges.) | Nr. (St.) | Originaltitel                                                                                     | Erstveröffentlichung (D) | Länge   |
| ---------- | --------- | ------------------------------------------------------------------------------------------------- | ------------------------ | ------- |
| 19         | 1         | Das erste Mal im Pool?!                                                                           | 22. Juli 2019            | 12 Min. |
| 20         | 2         | Bei Camshow erwischt! (YouTube-Titel: Lehrerin bei Camshow erwischt!)                             | 22. Juli 2019            | 13 Min. |
| 21         | 3         | Sie ist zurück & schwanger!                                                                       | 22. Juli 2019            | 13 Min. |
| 22         | 4         | Sie kann nicht schwimmen! (YouTube-Titel: Romantisches Date am Pool!)                             | 22. Juli 2019            | 11 Min. |
| 23         | 5         | Das Sexverbot!                                                                                    | 22. Juli 2019            | 14 Min. |
| 24         | 6         | Er ist der Vater!                                                                                 | 22. Juli 2019            | 13 Min. |
| 25         | 7         | In der Sauna miteinander schlafen?!                                                               | 22. Juli 2019            | 11 Min. |
| 26         | 8         | Dieses Mal will er die Lehrerin wirklich flanken! (YouTube-Titel: S*x mit der eigenen Lehrerin …) | 22. Juli 2019            | 13 Min. |
| 27         | 9         | Lehrerin verteilt Drogen?! (YouTube-Titel: Die krasse Affäre!)                                    | 22. Juli 2019            | 14 Min. |
| 28         | 10        | Mit verbundenen Augen mit jemandem schlafen! (YouTube-Titel: Geht ihre Beziehung kaputt?!)        | 22. Juli 2019            | 9 Min.  |
| 29         | 11        | Nacktbaden mit der Lehrerin! (YouTube-Titel: Endlich das erste Mal haben!)                        | 22. Juli 2019            | 14 Min. |
| 30         | 12        | Die Traumhochzeit!                                                                                | 22. Juli 2019            | 15 Min. |

## Staffel 4
Die vierte Staffel wurde vom 10. bis zum 31. Oktober 2019 erstmals mit dem Video-on-Demand-Angebot Pantaflix donnerstags veröffentlicht. Die Zweitverwertung auf dem gleichnamigen YouTube-Kanal wurde vom 14. Oktober bis zum 8. November 2019 erneut montags, mittwochs und freitags veröffentlicht.
| Nr. (ges.) | Nr. (St.) | Originaltitel                                                                      | Erstveröffentlichung (D-A-CH) | Länge   |
| ---------- | --------- | ---------------------------------------------------------------------------------- | ----------------------------- | ------- |
| 31         | 1         | Der Junge aus dem Knast! (YouTube-Titel: Liebe auf den ersten Blick?!)             | 10. Okt. 2019                 | 14 Min. |
| 32         | 2         | Sie ist noch Jungfrau! (YouTube-Titel: Diese Schülerin ist noch Jungfrau!)         | 10. Okt. 2019                 | 16 Min. |
| 33         | 3         | Sie möchte mit ihm ins Bett! (YouTube-Titel: Schwester will mit Bruder ins Bett?!) | 10. Okt. 2019                 | 14 Min. |
| 34         | 4         | Er will, dass seine Freundin fremdgeht!                                            | 17. Okt. 2019                 | 11 Min. |
| 35         | 5         | Der Prank um die Entjungferung!                                                    | 17. Okt. 2019                 | 14 Min. |
| 36         | 6         | Die F*ckboy Lüge!                                                                  | 17. Okt. 2019                 | 15 Min. |
| 37         | 7         | Sie haben einen Hate F*ck! (YouTube-Titel: Sie schlafen aus Hass miteinander!)     | 24. Okt. 2019                 | 14 Min. |
| 38         | 8         | Er küsst seine Schwester!                                                          | 24. Okt. 2019                 | 13 Min. |
| 39         | 9         | Inzest Erpressung! (YouTube-Titel: Intime Erpressung!)                             | 24. Okt. 2019                 | 13 Min. |
| 40         | 10        | Können sie sich richtig lieben?! (YouTube-Titel: Er will sie lieben!)              | 31. Okt. 2019                 | 11 Min. |
| 41         | 11        | Endlich gibt es den Kuss!                                                          | 31. Okt. 2019                 | 13 Min. |
| 42         | 12        | Plötzlich laufen sie um ihr Leben! (YouTube-Titel: Eine schreckliche Wendung)      | 31. Okt. 2019                 | 11 Min. |

## Staffel 5
Die fünfte Staffel wurde vom 6. bis zum 27. Dezember 2019 erneut bei Pantaflix freitags veröffentlicht. Die Zweitverwertung auf dem gleichnamigen YouTube-Kanal wurde vom 9. Dezember 2019 bis zum 3. Januar 2020 im selben Rhythmus wie bei den vorherigen Staffeln veröffentlicht.
| Nr. (ges.) | Nr. (St.) | Originaltitel                                                                         | Erstveröffentlichung (D-A-CH) | Länge   |
| ---------- | --------- | ------------------------------------------------------------------------------------- | ----------------------------- | ------- |
| 43         | 1         | Lapdance während der Entführung?! (YouTube-Titel: Die Mädchen verführen ihn am Pool!) | 6. Dez. 2019                  | 14 Min. |
| 44         | 2         | Ihre Beziehung ist vorbei!                                                            | 6. Dez. 2019                  | 13 Min. |
| 45         | 3         | Sie hat ihre Periode beim ersten Mal!                                                 | 6. Dez. 2019                  | 14 Min. |
| 46         | 4         | Mädelsabend im Pool!                                                                  | 13. Dez. 2019                 | 10 Min. |
| 47         | 5         | Er möchte sie dabei filmen!                                                           | 13. Dez. 2019                 | 13 Min. |
| 48         | 6         | Wird sie fremdgehen?! (YouTube-Titel: Wird sie ihm fremdgehen?!)                      | 13. Dez. 2019                 | 15 Min. |
| 49         | 7         | Ein Nude als Weihnachtsgeschenk!                                                      | 20. Dez. 2019                 | 15 Min. |
| 50         | 8         | Er hat was mit der Lehrerin!                                                          | 20. Dez. 2019                 | 14 Min. |
| 51         | 9         | Stanley macht Schluss!                                                                | 20. Dez. 2019                 | 15 Min. |
| 52         | 10        | Die Wette um eine Nacht mit ihr!                                                      | 27. Dez. 2019                 | 13 Min. |
| 53         | 11        | Liebesbeweis an Silvester!                                                            | 27. Dez. 2019                 | 13 Min. |
| 54         | 12        | Ein toter Schüler auf Klassenfahrt!                                                   | 27. Dez. 2019                 | 11 Min. |

## Staffel 6
Die sechste Staffel wurde am 2. März 2020 auf Joyn in Deutschland zum Abruf bereitgestellt. Die Zweitverwertung fand vom 2. März bis zum 10. April 2020 montags und freitags auf YouTube statt.
| Nr. (ges.) | Nr. (St.) | Originaltitel                                                                | Erstveröffentlichung (D) | Länge   |
| ---------- | --------- | ---------------------------------------------------------------------------- | ------------------------ | ------- |
| 55         | 1         | Ein Kuss für Aufmerksamkeit (YouTube-Titel: Kuss Eskalation bei der Anreise) | 2. März 2020             | 17 Min. |
| 56         | 2         | Er steht auf seine Lehrerin!                                                 | 2. März 2020             | 13 Min. |
| 57         | 3         | Ihr Vater nimmt Rache … (YouTube-Titel: Steht sie doch auf ihn?)             | 2. März 2020             | 15 Min. |
| 58         | 4         | Daddy hat was mit der Lehrerin                                               | 2. März 2020             | 13 Min. |
| 59         | 5         | Er hat sein erstes Mal mit einer Gummipuppe?!                                | 2. März 2020             | 14 Min. |
| 60         | 6         | 1000 Euro für einen Kuss!                                                    | 2. März 2020             | 15 Min. |
| 61         | 7         | Stanleys goldene Tausend (YouTube-Titel: Stanleys goldene Tausend im Bett)   | 2. März 2020             | 11 Min. |
| 62         | 8         | Sie findet Frau Bras Liebesspielzeug!                                        | 2. März 2020             | 13 Min. |
| 63         | 9         | Sie ist lesbisch!                                                            | 2. März 2020             | 12 Min. |
| 64         | 10        | Ihr erstes Mal im Pool?!                                                     | 2. März 2020             | 12 Min. |
| 65         | 11        | Er will ihn umbringen!                                                       | 2. März 2020             | 14 Min. |
| 66         | 12        | Die riesen Enttäuschung …                                                    | 2. März 2020             | 15 Min. |

## Staffel 7
Die siebte Staffel wurde am 22. Juni 2020 auf Joyn in Deutschland zum Abruf bereitgestellt. Die Zweitverwertung fand vom 22. Juni bis zum 31. Juli 2020 montags und freitags auf YouTube statt.
| Nr. (ges.) | Nr. (St.) | Originaltitel                                                             | Erstveröffentlichung (D) | Länge   |
| ---------- | --------- | ------------------------------------------------------------------------- | ------------------------ | ------- |
| 67         | 1         | Die krasseste Klassenfahrt aller Zeiten!                                  | 22. Juni 2020            | 19 Min. |
| 68         | 2         | Sie leben nach der Bitch Bibel! (YouTube-Titel: Mit den Mädchen im Pool!) | 22. Juni 2020            | 16 Min. |
| 69         | 3         | Rewi will sich Frau Bra klären!                                           | 22. Juni 2020            | 16 Min. |
| 70         | 4         | Alle Frauen sind Schlampen!                                               | 22. Juni 2020            | 15 Min. |
| 71         | 5         | Die Mädchen machen ein Nacktshooting!                                     | 22. Juni 2020            | 14 Min. |
| 72         | 6         | Hat er Nala für sich erobert?                                             | 22. Juni 2020            | 16 Min. |
| 73         | 7         | Sein Masterplan geht auf!                                                 | 22. Juni 2020            | 14 Min. |
| 74         | 8         | Stanley klärt sich die nächste                                            | 22. Juni 2020            | 15 Min. |
| 75         | 9         | Das geplatzte Kondom!                                                     | 22. Juni 2020            | 15 Min. |
| 76         | 10        | Tesla liebt Lorena?!                                                      | 22. Juni 2020            | 12 Min. |
| 77         | 11        | Sie ist schwanger!!                                                       | 22. Juni 2020            | 17 Min. |
| 78         | 12        | Kein Happy End                                                            | 22. Juni 2020            | 13 Min. |

## Staffel 8
Die achte Staffel wurde am 28. September 2020 auf Joyn in Deutschland zum Abruf bereitgestellt. Die Zweitverwertung fand ebenfalls ab dem 28. September 2020 montags und freitags auf YouTube statt. Sie endete am 6. November 2020.
| Nr. (ges.) | Nr. (St.) | Originaltitel                   | Erstveröffentlichung (D) | Länge   |
| ---------- | --------- | ------------------------------- | ------------------------ | ------- |
| 79         | 1         | Ein katastrophaler Beginn       | 28. Sep. 2020            | 16 Min. |
| 80         | 2         | Das erste Mal im Wald?!         | 28. Sep. 2020            | 12 Min. |
| 81         | 3         | Jojos erster Zungenkuss         | 28. Sep. 2020            | 14 Min. |
| 82         | 4         | Dirty-Talk mit der Lehrerin?!   | 28. Sep. 2020            | 17 Min. |
| 83         | 5         | Sie wollen Nachktbaden im See?! | 28. Sep. 2020            | 13 Min. |
| 84         | 6         | Beide wollen fremdgehen?!       | 28. Sep. 2020            | 17 Min. |
| 85         | 7         | Er schläft mit Frau Bra!        | 28. Sep. 2020            | 16 Min. |
| 86         | 8         | Sie will S*x im Dunkeln!        | 28. Sep. 2020            | 13 Min. |
| 87         | 9         | Von der Hausbesitzerin erwischt | 28. Sep. 2020            | 15 Min. |
| 88         | 10        | Erektion im Whirlpool?!         | 28. Sep. 2020            | 16 Min. |
| 89         | 11        | Sie sind endlich zusammen!      | 28. Sep. 2020            | 16 Min. |
| 90         | 12        | Stanley geht wieder fremd!      | 28. Sep. 2020            | 18 Min. |

## Staffel 9
Die neunte Staffel wurde am 4. Dezember 2020 auf Joyn veröffentlicht. Auf YouTube wurden die Folgen vom 4. Dezember 2020 bis zum 11. Januar 2021 montags und freitags veröffentlicht.
| Nr. (ges.) | Nr. (St.) | Originaltitel                        | Erstveröffentlichung (D) | Länge   |
| ---------- | --------- | ------------------------------------ | ------------------------ | ------- |
| 91         | 1         | Kann er die Beziehung retten?        | 4. Dez. 2020             | 20 Min. |
| 92         | 2         | Nachhilfe in Sexualkunde             | 4. Dez. 2020             | 16 Min. |
| 93         | 3         | Sie will mit Doktor Lost SCHLAFEN!!  | 4. Dez. 2020             | 15 Min. |
| 94         | 4         | Wer darf am Kamin LIEBE…             | 4. Dez. 2020             | 17 Min. |
| 95         | 5         | Er legt sich NACKT in ihr Bett!!     | 4. Dez. 2020             | 21 Min. |
| 96         | 6         | Er ist SÜCHTIG nach S*X?!            | 4. Dez. 2020             | 15 Min. |
| 97         | 7         | Fly macht sie EIFERSÜCHTIG!          | 4. Dez. 2020             | 15 Min. |
| 98         | 8         | Er erobert sie zurück!               | 4. Dez. 2020             | 12 Min. |
| 99         | 9         | Lehrerin erwischt sie beim Vorspiel! | 4. Dez. 2020             | 12 Min. |
| 100        | 10        | Küssen ohne sich zu kennen?          | 4. Dez. 2020             | 13 Min. |
| 101        | 11        | Stanley kriegt endlich eine rein!    | 4. Dez. 2020             | 15 Min. |
| 102        | 12        | Sie bleiben für immer zusammen!      | 4. Dez. 2020             | 16 Min. |

## Staffel 10

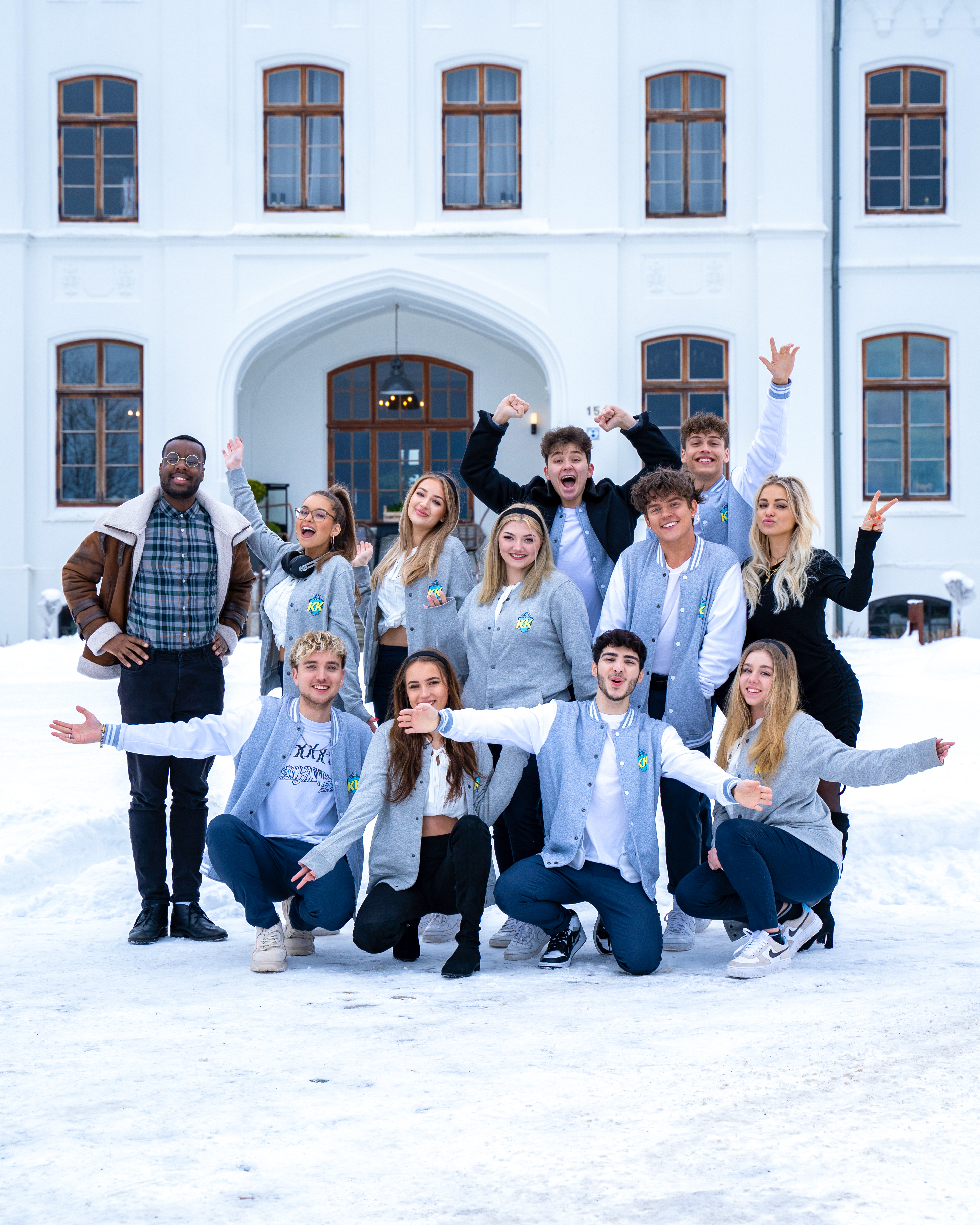
Die Klasse aus Staffel 10

Die zehnte Staffel wurde am 19. März 2021 auf Joyn veröffentlicht. Auf YouTube wurden die Folgen vom 19. März 2021 bis zum 26. April 2021 montags und freitags veröffentlicht.
| Nr. (ges.) | Nr. (St.) | Originaltitel                                | Erstveröffentlichung (D) | Länge   |
| ---------- | --------- | -------------------------------------------- | ------------------------ | ------- |
| 103        | 1         | Die krasseste Klassenfahrt aller Zeiten!     | 19. März 2021            | 18 Min. |
| 104        | 2         | Die Unterwäsche der Mädchen wurde geklaut!   | 22. März 2021            | 14 Min. |
| 105        | 3         | Sie verkauft alle Slips auf OnlyFans         | 26. März 2021            | 14 Min. |
| 106        | 4         | Beim Duschen fotografiert!                   | 29. März 2021            | 12 Min. |
| 107        | 5         | Sie will Jonas Ems benutzten!                | 2. Apr. 2021             | 13 Min. |
| 108        | 6         | In einer Beziehung mit dem Lehrer?!          | 5. Apr. 2021             | 10 Min. |
| 109        | 7         | Sein bestes Stück in der Wanne fotografiert! | 9. Apr. 2021             | 12 Min. |
| 110        | 8         | Gewinnt er die Kusswette?                    | 12. Apr. 2021            | 12 Min. |
| 111        | 9         | Diese Schülerin ist auf OnlyFans!            | 16. Apr. 2021            | 9 Min.  |
| 112        | 10        | Der Lehrer erwischt sie beim Fremdflierten   | 19. Apr. 2021            | 10 Min. |
| 113        | 11        | Lorena muss sich bei ihr „entschuldigen“     | 23. Apr. 2021            | 11 Min. |
| 114        | 12        | Ein schrecken ohne Ende!                     | 26. Apr. 2021            | 9 Min.  |

## Staffel 11
Die elfte Staffel wurde am 26. Juli 2021 auf Joyn in Deutschland zum Abruf bereitgestellt. Die Zweitverwertung fand ebenfalls ab dem 26. Juli 2021 montags und freitags auf YouTube statt. Sie endete am 3. September 2021.
| Nr. (ges.) | Nr. (St.) | Originaltitel                                   | Erstveröffentlichung (D) | Länge   |
| ---------- | --------- | ----------------------------------------------- | ------------------------ | ------- |
| 115        | 1         | Die Klassenfahrt ÄNDERT ALLES                   | 26. Juli 2021            | 17 Min. |
| 116        | 2         | Ihre Mutter klärt sie auf!                      | 26. Juli 2021            | 17 Min. |
| 117        | 3         | Sie leakt aus Rache seine NUDES!                | 26. Juli 2021            | 15 Min. |
| 118        | 4         | MCLARRY IST ZURÜCK!                             | 26. Juli 2021            | 14 Min. |
| 119        | 5         | Sie FAKEN eine Beziehung!                       | 26. Juli 2021            | 17 Min. |
| 120        | 6         | S*X als letzter Wunsch?                         | 26. Juli 2021            | 13 Min. |
| 121        | 7         | Er küsst FREMD in der KISSING BOOTH!            | 26. Juli 2021            | 14 Min. |
| 122        | 8         | So viele KÜSSE gab es noch NIE!                 | 26. Juli 2021            | 10 Min. |
| 123        | 9         | Wird sie ihn jemals wieder sehen?               | 26. Juli 2021            | 14 Min. |
| 124        | 10        | Schafft es Aaron mit der LEHRERIN zu knutschen? | 26. Juli 2021            | 12 Min. |
| 125        | 11        | SIE war nur eine SCHNELLE Nummer für IHN!       | 26. Juli 2021            | 9 Min.  |
| 126        | 12        | DIESER Schüler steckt hinter ALLEM!             | 26. Juli 2021            | 18 Min. |

## Staffel 12
Die zwölfte Staffel wurde am 8. Oktober 2021 auf Joyn in Deutschland zum Abruf bereitgestellt. Die Zweitverwertung fand ebenfalls ab dem 8. Oktober 2021 montags und freitags auf YouTube statt.
| Nr. (ges.) | Nr. (St.) | Originaltitel                     | Erstveröffentlichung (D) | Länge   |
| ---------- | --------- | --------------------------------- | ------------------------ | ------- |
| 127        | 1         | Der HOT GIRL SUMMER beginnt!      | 8. Okt. 2021             | 16 Min. |
| 128        | 2         | Sie verlässt die Klassenfahrt?!   | 8. Okt. 2021             | 16 Min. |
| 129        | 3         | Sie will einen VIERER?!           | 8. Okt. 2021             | 15 Min. |
| 130        | 4         | Stanley klärt sich ein Model!     | 8. Okt. 2021             | 14 Min. |
| 131        | 5         | Sie brechen ins Lehrerzimmer ein! | 8. Okt. 2021             | 16 Min. |
| 132        | 6         | Die F*ckboys bedrohen sich!       | 8. Okt. 2021             | 18 Min. |
| 133        | 7         | Eine nackte Mumie an Halloween!   | 8. Okt. 2021             | 17 Min. |
| 134        | 8         | Lorena schwebt in Lebensgefahr!   | 8. Okt. 2021             | 15 Min. |
| 135        | 9         | Wer hat mit ihm geschlafen?       | 8. Okt. 2021             | 19 Min. |
| 136        | 10        | Stanley hat einen UNFALL!         | 8. Okt. 2021             | 17 Min. |
| 137        | 11        | Werden sie sich versöhnen?        | 8. Okt. 2021             | 16 Min. |
| 138        | 12        | Er singt für seine große Liebe!   | 8. Okt. 2021             | 17 Min. |

## Staffel 13
Die dreizehnte Staffel wurde am 6. Dezember 2021 auf Joyn in Deutschland zum Abruf bereitgestellt Die Zweitverwertung fand ebenfalls am ebenfalls am 6. Dezember 2021 montags und freitags auf YouTube statt.
| Nr. (ges.) | Nr. (St.) | Originaltitel                                                                                  | Erstveröffentlichung (D) | Länge   |
| ---------- | --------- | ---------------------------------------------------------------------------------------------- | ------------------------ | ------- |
| 139        | 1         | Das große Klassentreffen                                                                       | 6. Dez. 2021             | 12 Min. |
| 140        | 2         | Sie lockt ihn ins Badezimmer!                                                                  | 6. Dez. 2021             | 15 Min. |
| 141        | 3         | STANLEY will sich ALLE klären                                                                  | 6. Dez. 2021             | 17 Min. |
| 142        | 4         | Ihr Fahrlehrer hat ein KLEINES DING                                                            | 6. Dez. 2021             | 16 Min. |
| 143        | 5         | Stanley zwingt die Girls zum STRIP POKER (YouTube-Titel: Sind STANLEY und MCLARRY ein PAAR?? ) | 6. Dez. 2021             | 15 Min. |
| 144        | 6         | Er wettet auf Krass Klassenfahrt... (YouTube-Titel: Er wettet auf Krass Klassenfahrt BOXKAMPF) | 6. Dez. 2021             | 15 Min. |
| 145        | 7         | DER NEFFE DES BUNDESKANZLERS                                                                   | 6. Dez. 2021             | 17 Min. |
| 146        | 8         | Sie steht auf McLarry!                                                                         | 6. Dez. 2021             | 15 Min. |
| 147        | 9         | Jojo glaubt an Verschwörungstheorien!                                                          | 6. Dez. 2021             | 18 Min. |
| 148        | 10        | Was empfinden sie füreinander?                                                                 | 6. Dez. 2021             | 15 Min. |
| 149        | 11        | STREIT um die LEHRERIN!                                                                        | 6. Dez. 2021             | 17 Min. |
| 150        | 12        | Ein toter Schüler kann nicht leben! (YouTube-Titel: DAS ENDE VON KRASS KLASSENFAHRT)           | 6. Dez. 2021             | 15 Min. |